# アロイーズ・コルバス
アロイーズ･コルバス（Aloïse Corbaz, 1886年6月28日 - 1964年4月6日）は、40年以上スイスの精神病院に入院をしながら、独自の絵画を描き続けてきたアウトサイダー・アーティスト。

## 生涯
アロイーズ・コルバスは1886年、スイスのローザンヌに生まれた。父は郵便局の職員で、母も農業の仕事をしていた。アロイーズが11歳の時に過労が原因で母は死亡し、その後は長姉マルグリットが母代わりとなって家事を行うようになった。マルグリットは嫉妬深く過干渉であり、アロイーズのその後の人生にも大きな影響を与えることになる。
アロイーズの家族は皆、音楽を学び、合唱隊に所属していた。特にアロイーズは美しい声をしており、オペラ歌手になることを夢見ていた。歌手になる夢は叶えられることはなかったが、音楽を愛好していたことは、後にアロイーズが描く絵画に、オペラから採られた題材をしばしば用いることの伏線となった。
中等教育を受け、バカロレアを取得した後、さらに裁縫の専門学校へ進んだ。そして専門学校卒業後、洋裁の仕事に従事するようになった。1911年、アロイーズは近くに住むフランス人の還俗司祭との恋に落ち、毎晩彼の家に会いに行くようになるが、嫉妬深いマルグリットが二人の仲を引き裂き、アロイーズをドイツへ家庭教師の仕事をさせるべく追いやった。
ライプツィヒのとある家庭で働いた後、アロイーズはポツダムのヴィルヘルム2世の宮廷で働くことになった。約1年半の間、ドイツ皇帝の宮廷で働いたアロイーズは、現在、世界遺産としても知られるサンスーシ宮殿を日常的に歩き、また様々なドイツ文化を吸収することになった。しかし彼女に最も影響を与えたのは皇帝ヴィルヘルム2世その人であった。アロイーズは皇帝に激しい恋心を抱くようになったものの、皇帝は彼女の存在に気づくことはなかった。

### 統合失調症の診断を受ける
第一次世界大戦の直前、1913年にアロイーズはローザンヌへと戻った。アロイーズはローザンヌで何度か仕事に就くが、宗教的かつ平和主義的なヒューマニズムに激しい情熱を注ぐようになって、やがて周囲と摩擦を強め、その上にヴィルヘルム2世に対して熱狂的なラブレターを書くなど、行動も支離滅裂になってきた。統合失調症の診断を受けたアロイーズは1918年、ローザンヌのセリー大学付属精神病院に入院した。セリー大学付属精神病院に入院時、担当医はアロイーズの錬金術などを踏まえた独自の表現に注目し、記録を残しており、精神病院入院当初から独自の絵画制作の下地が存在したことがわかる。

### ラ・ロジェール精神病院に入院
アロイーズの精神疾患は慢性化して、1920年にはスイスのジメルにあるラ・ロジェール精神病院へ転院し、そこで1964年の死まで44年間を過ごすことになる。当時、ロジェール精神病院は慢性化した精神疾患患者の入院先であり、積極的な治療は行われていなかった。それは逆に言えば既存の美術教育の影響を全く受けることなく、独自の感性で制作されたアウトサイダー・アートを生み出す格好の土壌となったが、その多くは無関心のために消失してしまった。アロイーズの初期の作品もその例に漏れず、多くの作品が処分されてしまった。
アロイーズはロジェール精神病院に入院した当初から、周囲の人々に知られることなく絵画制作に没頭するようになった。この当時、彼女は院内で自閉的で静かな生活を送っていたが、院内のゴミ箱から紙を集め、洗面所で絵を描いたりしていた。
1937年にアロイーズは自ら院内の衣類修繕の仕事をすることを申し出た。その後彼女は洗濯物のアイロンがけの仕事を行うようになった。その頃からアロイーズが絵画を制作していることが知られるようになってきて、ロジェール精神病院で働いていたハンス・ステック教授など、関心を持つ人も現れてきて、時々スケッチブックや色鉛筆を貰うようになった。
1939年、医学生であったジャクリーヌ・フォレルはハンス・ステック教授の授業の際に初めてアロイーズの絵を見た。1941年にフォレルはロジェール病院で常勤医の代理で診察を行った際、初めてアロイーズ本人と出会った。アロイーズの作品に強く魅かれたフォレルは、その後アロイーズの死まで画材の提供等の援助を惜しまなかった。フォレルはその後もアロイーズの研究に生涯を捧げ、アロイーズ財団の会長を勤めている。
1947年、アール・ブリュット作品の発掘に努めだしたジャン・デュビュッフェは、オスカー・フォレルという医師に手紙を書いて、アール・ブリュットの紹介を依頼した。しかしその手紙はジャクリーヌ・フォレルのところに誤配され、その結果、デュビュッフエはアロイーズのことを知ることになる。アロイーズの作品を知ったデュビュッフエはその芸術性を高く評価し、その後幾度となくアロイーズに面会をするようになった。デュビュッフエの紹介で世に知られるようになったアロイーズの描く絵画は、やがてアール・ブリュットの主要な作品の一つと見なされるようになった。
時々訪れるアロイーズの芸術に興味を抱く訪問者たちを除くと、午前中はアイロン掛け、その後は絵画制作とアロイーズの日常生活は単調であった。しかし死の床にあってもアロイーズは絵筆を放すことなく作品を作り続け、1964年4月6日に死亡した。

## 制作の特徴
アロイーズの作品は、鉛筆と色鉛筆を主に用い、時にはゼラニウムなどの花の汁や葉の汁を搾ったもの、さらには歯磨き粉なども用いた。制作の後期になるとクレヨンも使用するようになった。紙は封筒、厚紙の切れ端、カレンダーの裏などを利用し、大作になると包装紙をアイロン掛けした後で糸で縫い合わせたものに描いた。やがてジャクリーヌ・フォレルらの援助を受けるようになると、スケッチブックも利用するようになった。また、新聞の切り抜きや菓子の包装紙を貼りあわせるなど、コラージュの技法も用いられた。
アロイーズの作品の多くが紙の裏表両面に描かれた。色鉛筆は指で強くこすりつけることが多く、その結果、画面に独特のつやがもたらされた。また花や葉の汁を用いて描いた色は、アロイーズの絵画に独特な深みと繊細さをもたらすなど、彼女独自の技法が独特の表現を生み出していった。
1963年末にヴォー州の当局は、価値が高くなったアロイーズの絵画制作を進めるために、専属の作業療法士を置いた。しかし作業療法士がアロイーズの絵画制作に干渉した結果、アロイーズの絵画からは生気が失われていくことになった。アロイーズは次第に健康状態も悪化させていき、1964年4月6日に没した。

## 作品の特徴と評価
アロイーズの作品でまず目につく特徴として、初期の色彩に乏しい作品を除いては、愛を語らう男女が赤や緑、黄色、空色など実に鮮やかな色彩で描かれていることである。その一方で描かれた人物の瞳は皆、空虚な空色で描かれる。これはアロイーズの描く絵画は、主に情熱的な官能の情景を描いているのにもかかわらず、生気のない架空の世界の住人であることを示しているとされる。デュビュッフェはアロイーズの描く人物について、「彼らは盲目なのであり、まさにその理由によって彼らは存在しない」とした。
作品の多くは、彼女が愛したオペラ、著名な絵画、さらにはメアリー・スチュアートやマリー・アントワネットなどの著名人などからモチーフを得た。アロイーズは若い頃に学んだ音楽や、ポツダムのドイツ皇帝の宮廷で働いていた時の経験などをもとに絵画を描いていたとされるが、特にオペラの影響は大きく、アロイーズの絵画作品は、彼女独自の世界の中にある、オペラの登場人物を描いているとの見方もされる。
アロイーズは統合失調症になって、これまで保持してきた自我が崩れてしまった後、アロイーズの中に生み出された独自の新しい世界を絵画として描いていったものとされる。きらびやかで官能的かつ情熱的な世界でありながら、生気のない架空の世界の住人でもあるというアロイーズ作品の特徴は、そのまま彼女の疾病体験、そしていったん崩されてしまった自我が独自の世界観をもって再生していった様子を描いていったことによる。
アロイーズの作品は、同じくスイスの精神病院で独自の絵画作品を作り続けていたヴェルフリなどとともに、デュビュッフェがアール・ブリュットの概念を提唱していくにあたり、大きな影響を与えた。そして現在、アロイーズの絵画作品はアウトサイダー・アートの最も著名な作品の一つとして高く評価されている。